# 아라이 히로토
아라이 히로토(일본어: 新井 博人, 1996년 6월 22일~)는 일본의 축구 선수이다.

## 구단 경력
그는 2019년 J3리그의 기라반츠 기타큐슈에 입단했다. 2019년 J3리그 우승으로 J2리그로 승격했다. 2021년까지 28경기에 출전하여, 1득점을 넣었다. 2022년 일본 지역 리그의 본즈 이치하라로 이적했다. 2023년부터 2024년까지 난카쓰 SC에서 뛰었다. 2025년 도호 티타늄로 이적했다.